# Per Borten
Per Borten (3. dubna 1913 Trøndelag – 20. ledna 2005 Trondheim) byl norský politik, představitel norské agrární Strany středu (Senterpartiet), jejímž předsedou byl v letech 1955–1967, a již modernizoval, když ji ze strany stavovské přetvořil ve středovou liberální stranu. Byl premiérem Norska v letech 1955–1971. Byl předsedou norského parlamentu v letech 1961–1965 a 1973–1977.
Byl prvním pravicovým politikem, který prolomil hegemonii norských sociálních demokratů trvající od roku 1945 a sestavil vládu (s výjimkou krátké epizody konzervativce Johna Lynga v roce 1963). Z funkce premiéra odstoupil, když se ukázalo, že zveřejnil tajné informace o jednáních Norska s Evropským hospodářským společenstvím. Později proslul zejména jako odpůrce vstupu Norska do Evropské unie.